# 大武壠社
大武壠社（大武壠語：Tevorang、Tivorang、Tivorangh、Tefurang）位於今臺南市玉井區玉井里、中正里、竹圍里，為大武壠族傳統四大社之一，可分為大武壠頭社及大武壠二社等從社，是大武壠族名由來。因受西拉雅族人壓迫侵佔，於 1744 年左右遷徙至台南市南化區溪東及高雄市甲仙區阿里關、羌黃埔、甲仙埔、四社寮等地。知名的小林村即屬於大武壠族大武壠社群。
關於大武壠社的起源有不同說法：
- 吳新榮：認為大武壠社即為大年哖社，原居於今台南市大內區頭社，受西拉雅族蕭壠社群驅逐至今玉井區中正里及竹圍里一帶。
- 石萬壽：認為大武壠社本為目加溜灣社的支社，而台南市善化區遷徙而來。

## 名稱
Ferrell（1971）認為大武壠本社（Tevorang）與其從社台窩灣社（Taivuan）之族語名稱均為 *tayvura-n 一詞的衍生變體，並舉鄰近族群為例：鄒語稱卡那卡那富族為 Taibuyanu 或 Taiburanu，以及鄒族部落名 Tufuya（特富野社）於拉阿魯哇語裡為 Tivura，均可能有關係。

## 歷史
李瑞源（2015）根據荷蘭文獻，認為原居於「山谷盆地擁有寬廣河階面的大武壠社群，容易聚集人口，建立村舍規模，相當可能成為早期區域性勢力的原住民社群」，從台江沿岸的新港社到下淡水溪的塔樓社，都曾視大武壠社為避難和遷居首選。
荷治時期對大武壠社的逐年紀錄如下：
- 1636 年：荷蘭軍隊攻擊大武壠社，使族人自臺南大內遷徙至玉井，建立了知名的大武壠族四社：大武壠頭社、霄裡社、茄拔社、芒仔芒社。
- 1637 年 5 月 7 日：大武壠人再度邀請荷蘭人拜訪村社，表明締和意願。
- 1638 年 2 月 25 日：大武壠人前來新港社，請求荷蘭人前去建立學校和傳教，至此尚未有神職人員進駐大武壠社。
- 1639 年：大武壠社已「有間很大的教會學校，有一名學校教師和年輕助手教導信仰，許多人已經受洗」，且原分屬三社（應指大武壠本社、台歐灣社、突西技社）即將合併。
- 1640 年：尤紐斯給總督的信中提到，大武壠社有 200 人等待受洗。但因該部落距離過遠，駐社神職人員仍未曾到訪。
- 1643 年：4 月，尤紐斯去信告知已到訪大武壠社，為一些族人受洗和證婚。同年 10 月 5 日，大武壠社與其他社長老於熱蘭遮城集會。
- 1644 年：
  - 1 月 3 日，大武壠社與新港、灣裡、大目降等社已開始在蕭壠社納稅，意義上開始接受東印度公司保護，成為荷蘭共和國屬民。
  - 4 月 16 日，大員公司於徵得部落族人同意後，開始允許 10 名以內之中國商人進入大武壠、哆囉嘓、諸羅山、虎尾壠等四社居住和貿易，是「贌社制度」之濫觴，中國商人運來的交易品包括黑糖、動物油脂、蠟燭、菸草、燒酒、魚油、土藤、珠子等。
  - 9 月 25 日，大武壠社有 4 名能讀能寫的族人通過牧師各項檢定，開始擔任教師，以每人每月 1 里爾膳食津貼的方式，於教會學校從事教育工作，「講解宗教的方式甚至比傳教人員還要好」。
- 1648 年：3 月 10 日，大武壠社參加大員公司第五屆北路地方會議，以 Sangarau、Lavore、Doelingh、Taulangh 為出席首長。
- 1650 年：5 月 4 日，公司於鹿場重劃時明令「大武壠社與灣裡社按照往例共用獵場」，顯見兩社長期緊密關係。
- 1660 年：部分大武壠人搬去與灣裡社及哆囉嘓社同住。

### 人口
根據 1647 年 5 月 4 日統計資料，大武壠社計 221 戶，共 1,004 人，應已含鄰近小村社人數。1648 年 5 月，大武壠社計 273 戶，共 1,004 人，可能有來自灣裡社的移入人口。

### 從屬部落
根據《Formosa under the Dutch》（1903），荷治時期大武壠社包含三個部落，與麻豆社敵對，但與新港社、灣裏社、哆囉嘓社保持良善關係：
- 大武壠本社：又稱大年哖社，位於今臺南市玉井區竹圍里（原臺南縣玉井鄉鹿陶村）。
- 台歐灣社、台窩灣社（Taiouwang、Tajouhan）[註 1]
- 突西技社（Tusigit）

另外從其他清代文獻，可得知大武壠社含以下從屬部落：
- 大武壠頭社（Nunamu）：位於今台南市玉井區竹圍里鹿陶。
- 大武壠二社：位於今玉井街區。[7]
- 噍吧哖社（Tapani）：位於大武壠社之南，今玉井街區。[7][8]

## 文化
荷治時期的文獻《未刊檔長官書信集》1636 年記錄：「（大武壠社）番社番人，身體比沿海番社社人瘠瘦，他們的耳朵長垂，期間有許多大的穿洞。該社甚大，位於美麗的高山大谷中，約有一日路程之遙。人口稠密，並有較其他地方為多的異教偶像，他們的慣習，與我們一樣，而與其他番社不同，男子娶女子，與子女同居一屋。」這讓牧師尤紐斯認為大武壠社比新港等社更加容易歸信基督教。也可知大武壠社族人體型與文化均有別於當時西拉雅四大社，自成獨立的族群系統。

## 另見
- 大武壠派社
- 噍吧哖事件

## 附註
1. ↑  Raleigh Ferrell（1971）認為當代大武壠族的自稱 Taivoan 或 Taivuan 即來自台歐灣社的社名。